# Douglas A-1
Die Douglas A-1 Skyraider (bis 1962 Douglas AD Skyraider) war ein Jagdbomber des US-amerikanischen Unternehmens Douglas Aircraft Company, der 1946 in Dienst gestellt wurde und bis 1984 im Einsatz war.

## Entwicklung

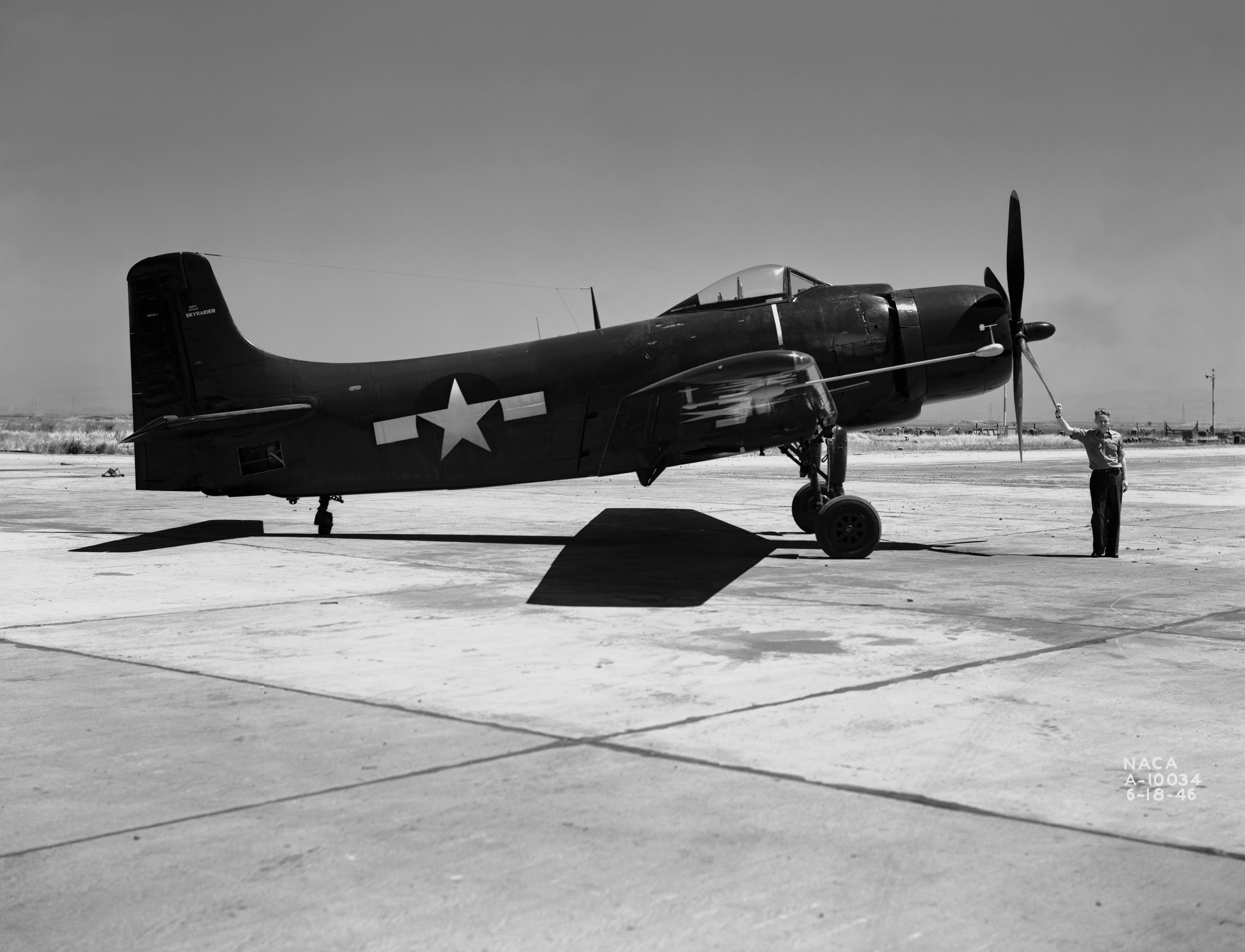
XBT2D-1-Prototyp, 1946

Schon im Juni 1941 beauftragte die U.S. Navy Douglas, ein Nachfolgemodell des Sturzkampfbombers Douglas SBD Dauntless zu entwickeln, da der eigentliche Nachfolger, die Curtiss SB2C Helldiver mit zahllosen Problemen zu kämpfen hatte. Douglas entwickelte daraufhin die zweisitzige Douglas SB2D Destroyer, die erstmals am 8. April 1943 flog. Durch die Kriegserfahrungen hatten sich die Anforderungen an ein trägergestütztes Kampfflugzeug jedoch so gewandelt, dass nur 28 SB2D gebaut wurden. Die U.S. Navy forderte nun ein Flugzeug mit der Bezeichnung „BT“, ein einsitziges Kampfflugzeug, das als Sturzbomber („B“) und Torpedobomber („T“) eingesetzt werden sollte. Alle Abwurfwaffen sollten an Außenstationen mitgeführt werden. Drei Flugzeughersteller entwickelten 1943 ein solches Flugzeug, Curtiss die BTC, Martin die BTM und Kaiser-Fleetwings die BTK. Douglas baute die SB2D daraufhin in ein einsitziges Flugzeug um, was die U.S. Navy im Juni 1944 aber ablehnte. Der Chefkonstrukteur von Douglas, Ed Heinemann reiste im gleichen Monat nach Washington D.C., um die US-Marine umzustimmen. Der zuständige Admiral Laurence B. Richardson gab Heinemann jedoch nur eine Nacht, um einen neuen Vorschlag einzureichen. Nach telefonischer Erlaubnis von Douglas konstruierte Heinemann mit zwei weiteren Konstrukteuren, Leo Devlin und Gene Root, in einer Suite des Statler Hotels daraufhin die „BT2D Dauntless II“ in nur einer Nacht. Zwar war die U.S. Navy trotzdem nicht überzeugt, aber Douglas konnte bis zum August 1944 eine Attrappe bauen und damit erreichen, dass die letzten 15 Maschinen aus dem ursprünglichen SB2D/BTD-Auftrag als „XBT2D“ fertiggestellt werden sollten. Der erste Prototyp flog am 11. März 1945. Obwohl die U.S. Navy immer noch die Martin BTM favorisierte, konnte Douglas Aufträge für 548 BT2D bekommen, die aber nach dem Ende des Zweiten Weltkriegs wieder auf 277 reduziert wurden. Im Februar 1946 wurde der Name der Maschine in „Skyraider“ geändert, zwei Monate später die Bezeichnung in „AD“. Inzwischen zeigte sich, dass die nun als Martin AM Mauler bezeichnete Maschine mehr Waffen tragen konnte, die Skyraider aber leichter und wesentlich einfacher zu fliegen war. Am 5. November 1946 flog die erste Serienmaschine der AD-1, die im Dezember 1946 zuerst bei der Staffel VA-19A der Naval Air Station Alameda in Dienst gestellt wurde.
Insgesamt wurden 3180 Skyraider in sieben Basisversionen gebaut. Die AD-1 bis AD-4, AD-6 und AD-7 waren einsitzige Kampfflugzeuge. Die ab 1951 produzierte AD-5 jedoch hatte einen verbreiterten und verlängerten Rumpf, der zwei Piloten nebeneinander aufnahm. Theoretisch konnte diese Version als Ambulanzflugzeug oder Transportflugzeug für bis zu zwölf Personen umgerüstet werden, was jedoch praktisch nicht genutzt wurde. Dafür gab es bei den AD-1 bis AD-5 eine Vielzahl von Unterversionen, die für Nachtangriffe („N“) oder für Elektronische Gegenmaßnahmen („Q“) ausgerüstet waren. Am deutlichsten unterschieden sich aber die 418 Frühwarnflugzeuge („W“), die ein großes APS-20-Radar unter dem Rumpf trugen. Die „B“-Versionen konnten Nuklearwaffen tragen, die damals noch zum taktischen Arsenal der Kriegsführung gehörten. Zur Verwendung der Zusatzbezeichnungen der Navy siehe auch die Liste der Codes zur Sonderausrüstung.
Als 1962 das Bezeichnungssystem für Luftfahrzeuge der US-Streitkräfte vereinheitlicht wurde, wurde aus der AD die A-1. Da die Versionen AD-1 bis AD-3 nicht mehr geflogen wurden, wurden die Bezeichnungen A-1A bis A-1C nicht vergeben. Die noch in Dienst stehenden Versionen erhielten die neuen Bezeichnungen A-1D bis A-1J.
Die Piloten nannten die Skyraider liebevoll oft Able Dog (nach der Bezeichnung „AD“), Spad (nach dem Jagdflugzeug Spad XIII der AEF im Ersten Weltkrieg) oder Sandy (nach dem Funkrufzeichen der A-1 der USAF im Vietnamkrieg).

## Einsatz

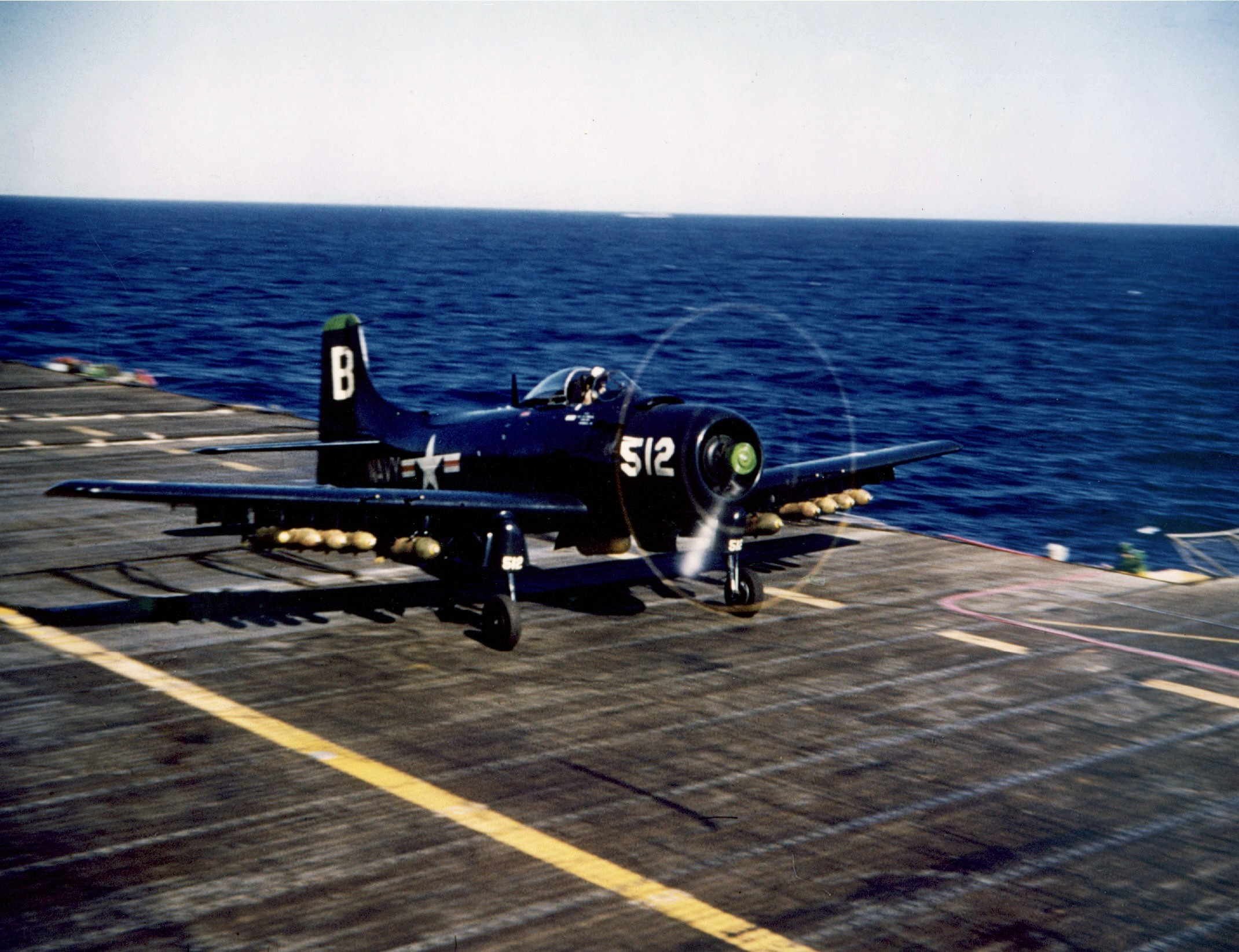
Eine AD-4 der Princeton während des Koreakriegs, 1952

Im November 1946 wurde die Staffel VA-19A als erste mit der AD-1 ausgerüstet. Bis 1949 hatte die Skyraider dann die SB2C und TBM in den Trägergeschwadern ersetzt. Als am 25. Juni 1950 der Koreakrieg ausbrach, flogen Skyraider der Staffel VA-55 bereits nach fünf Tagen die ersten Angriffe vom Träger Valley Forge aus. In diesem drei Jahre andauernden Konflikt flogen Skyraider der U.S. Navy 167.552 Einsätze, die des U.S. Marine Corps 107.300. Bei diesen Einsätzen warfen die „Able Dogs“ etwa 120.000 Tonnen an Bomben ab. Insgesamt gingen 195 AD-2/-3/-4, sieben AD-3W/-4W und neun AD-3Q/-4Q verloren.
Nach dem Koreakrieg waren die Skyraider überall da im Einsatz, wo amerikanische Flugzeugträger im Einsatz waren, wie etwa bei der Quemoy-Krise 1955, der Libanonkrise 1958 oder der Kubakrise 1962. Ihren Höhepunkt erreichte die Nutzung 1955, als 29 Staffeln der U.S. Navy und 13 des U.S. Marine Corps die Skyraider flogen. Im Vietnamkrieg waren sie als „Sandies“ für ihre Rolle in der Luftnahunterstützung bekannt. Ab 1957 wurden die Skyraider dann zunehmend von der Douglas A4D Skyhawk und ab 1963 von der Grumman A-6 Intruder ersetzt.

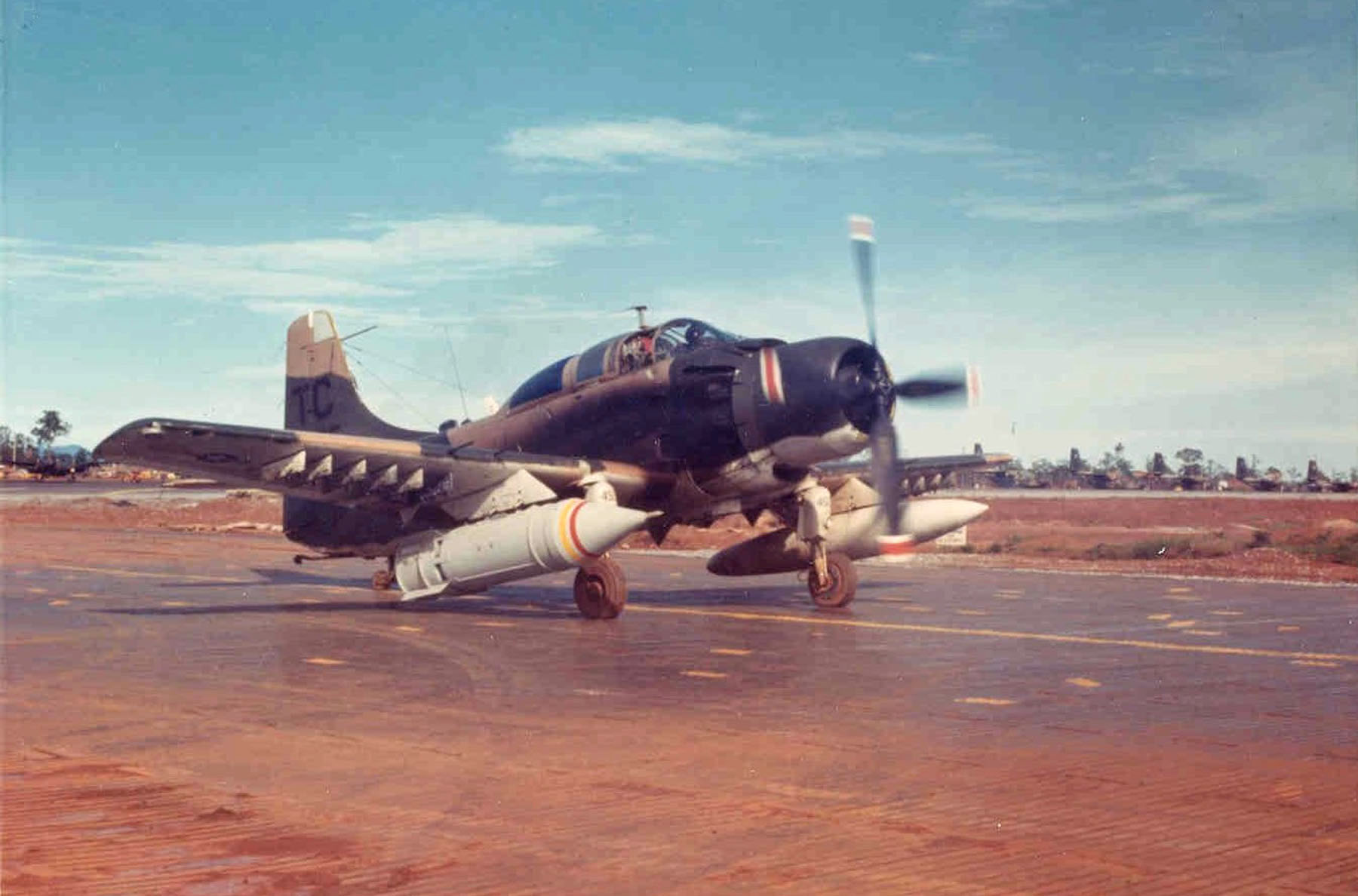
A-1E der USAF mit Aerosolbombe während des Vietnamkriegs

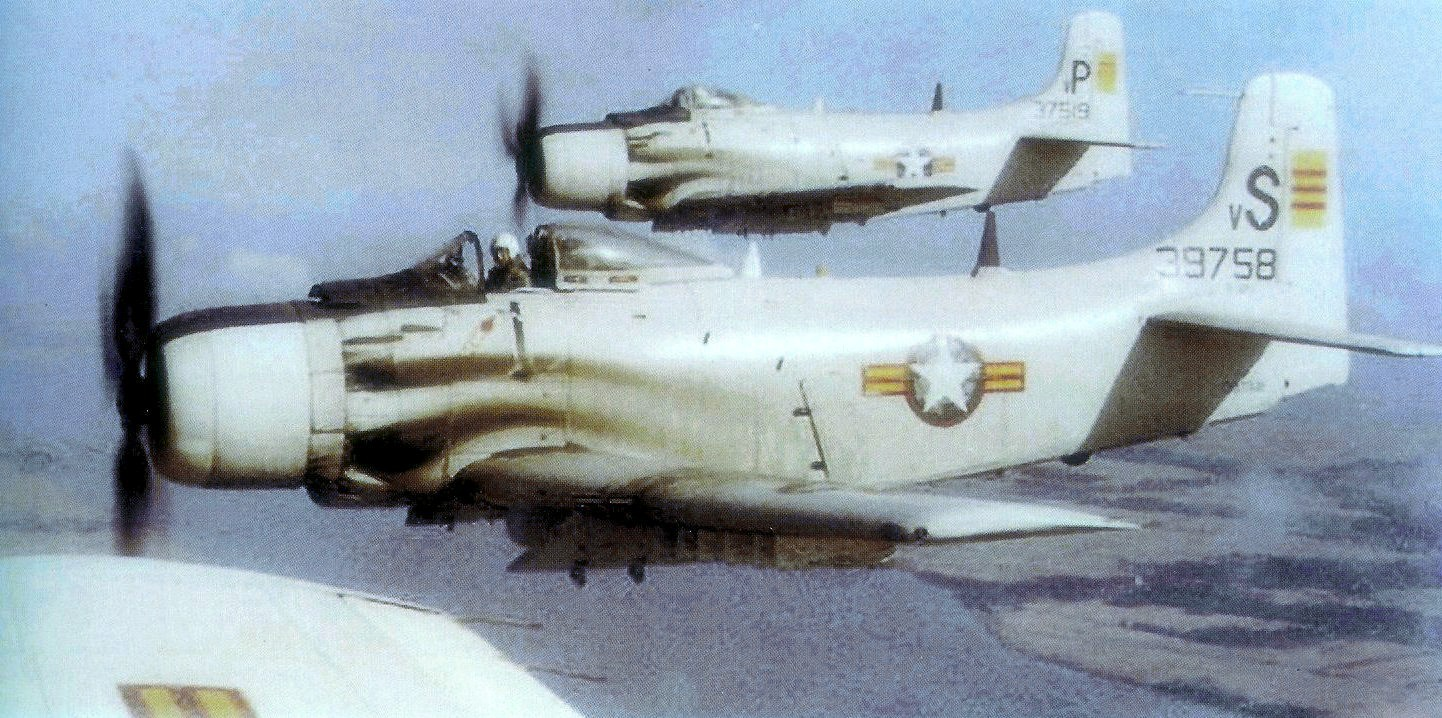
A-1H der südvietnamesischen Luftwaffe

Als der Vietnamkrieg im August 1964 ausbrach, hatte das U.S. Marine Corps den Typ zwar schon ausgemustert, aber fast jedes Trägergeschwader verfügte noch über eine Staffel mit A-1H/J. Als nach dem sogenannten Tonkin-Zwischenfall die Trägergeschwader der Flugzeugträger Ticonderoga und Constellation nordvietnamesische Schnellbootbasen am 5. August angriffen, waren auch die mit Skyraider ausgerüsteten Staffeln VA-52 und VA-145 daran beteiligt. VA-145 verlor bei diesen Einsätzen die erste Maschine und den ersten Piloten. Insgesamt verlor die U.S. Navy 65 A-1. In Vietnam konnten A-1 der Staffeln VA-25 der Midway und VA-176 der Intrepid jedoch auch mehrere MiG-17 abschießen. Den letzten Kampfeinsatz flog am 20. Februar 1968 die A-1H BuNo. 135300 der Staffel VA-25 des Carrier Air Wing 15 des Trägers Coral Sea. Die Maschine wurde nach ihrer Ausmusterung an das Museum of Naval Aviation in Pensacola (Florida) übergeben. Die EA-1F beendete ihre Karriere am 21. Dezember 1969, als die Staffel VAQ-33 des Carrier Air Wing 1 auf der John F. Kennedy ihren Einsatz abschloss. Die letzten Skyraider in Trainings- und Unterstützungsstaffeln wurden 1972 ausgemustert.
Während die US-Marine die A-1 ausmusterte, fanden die Skyraider im Vietnamkrieg jedoch zunehmend Verwendung bei der United States Air Force. Anfang der 1960er-Jahre suchte die USAF nach einem Flugzeug mit hoher Waffenzuladung und großer Reichweite für sogenannte Counter Insurgency (COIN)-Einsätze in „Dschungelkriegen“. Die bei der USAF verwendete T-28D Trojan konnte zu wenig Waffen tragen und hatte eine zu geringe Reichweite. Die ebenfalls evaluierte Douglas B-26 Invader war einfach zu alt. Die Wahl fiel deshalb auf die A-1. Im April 1963 übernahm die USAF die ersten 150 A-1E. 25 von diesen wurden ab Februar 1964 bei der 34th Tactical Group in Südvietnam eingesetzt. Vier Staffeln der USAF flogen die mehrere hundert A-1E/G/H/J bis November 1972 in Vietnam. Am bekanntesten wurde die A-1 durch ihre SAR-Einsätze. Hierbei flogen meist vier A-1 Geleitschutz für HH-3E Jolly Green Giant- oder HH-53C Super Jolly Green Giant-Hubschrauber, die versuchten, abgeschossene Flugzeugbesatzungen zu retten. Nach der Einführung der tragbaren Flugabwehrrakete „Strela“ (NATO-Code: SA-7 „Grail“) um 1970 stiegen die Verluste der A-1 in Vietnam drastisch an, so dass 1972 alle Skyraider an die südvietnamesische Luftwaffe übergeben wurden. Die Skyraider der USAF (1st Special Operations Squadron) flogen ihren letzten Einsatz am 7. November 1972. Insgesamt verlor die USAF im Vietnamkrieg 195 Skyraider.

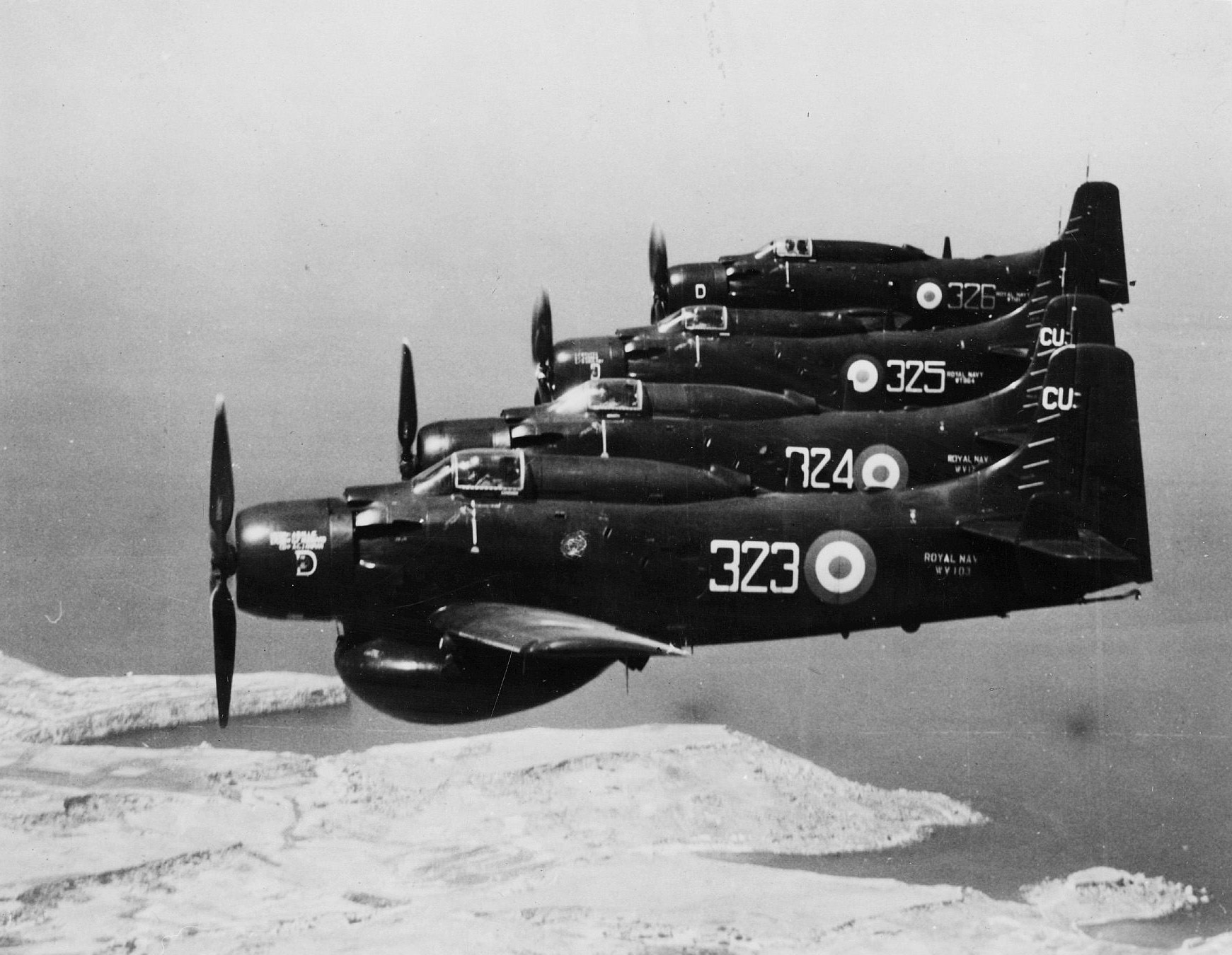
Skyraider AEW.1 der Royal Navy

Die Royal Navy Großbritanniens nutzte 1951–1960 50 AD-4W, die von der 849 Naval Air Squadron von den britischen Flugzeugträgern aus als Skyraider AEW.1 eingesetzt wurden. Eine Teilstaffel flog von Bord der HMS Bulwark (R08) auch während der Sueskrise 1956 Einsätze.
Zwölf britische AD-4W wurden als zivile Zieldarstellungsflugzeuge 1961 an Schweden abgegeben und nach dem Ausbau der militärischen Ausrüstung bis Anfang der 1970er-Jahre verwendet.
1959/60 wurden 20 AD-4, 88 AD-4N und fünf AD-4NA an Frankreich abgegeben, die bis Ende der 1970er-Jahre, vor allem von den Staffeln EEA20, 21 und 22, eingesetzt wurden. Ursprünglich waren die Skyraider für Einsätze im Algerienkrieg beschafft worden. Nach dem Ende dieses Konflikts kamen die Maschinen unter anderem in Dschibuti, Madagaskar und dem Tschad zum Einsatz. Als letzte Maschine flog die AD-4N BuNo. 126965 am 21. September 1979 von Bordeaux aus.
Frankreich gab 15 Flugzeuge 1965 an Kambodscha ab, sechs an den Tschad (sie wurden 1974–1984 von Söldnern geflogen) und acht an Gabun (diese flogen ebenfalls französische Söldner).
Die südvietnamesische Luftwaffe (VNAF) setzte ebenfalls A-1E/G/H/J ein. Zwischen 1960 und 1972 erhielt die VNAF etwa 289 A-1, die von sieben Staffeln der VNAF geflogen wurden. Die Maschinen waren bis zum Kriegsende im April 1975 im Einsatz, nach Schätzungen gingen mindestens 217 Skyraider verloren. Einige wurden nach Thailand geflogen, über weitere Einsätze im Dienste Nordvietnams ist nichts bekannt.

## Versionen

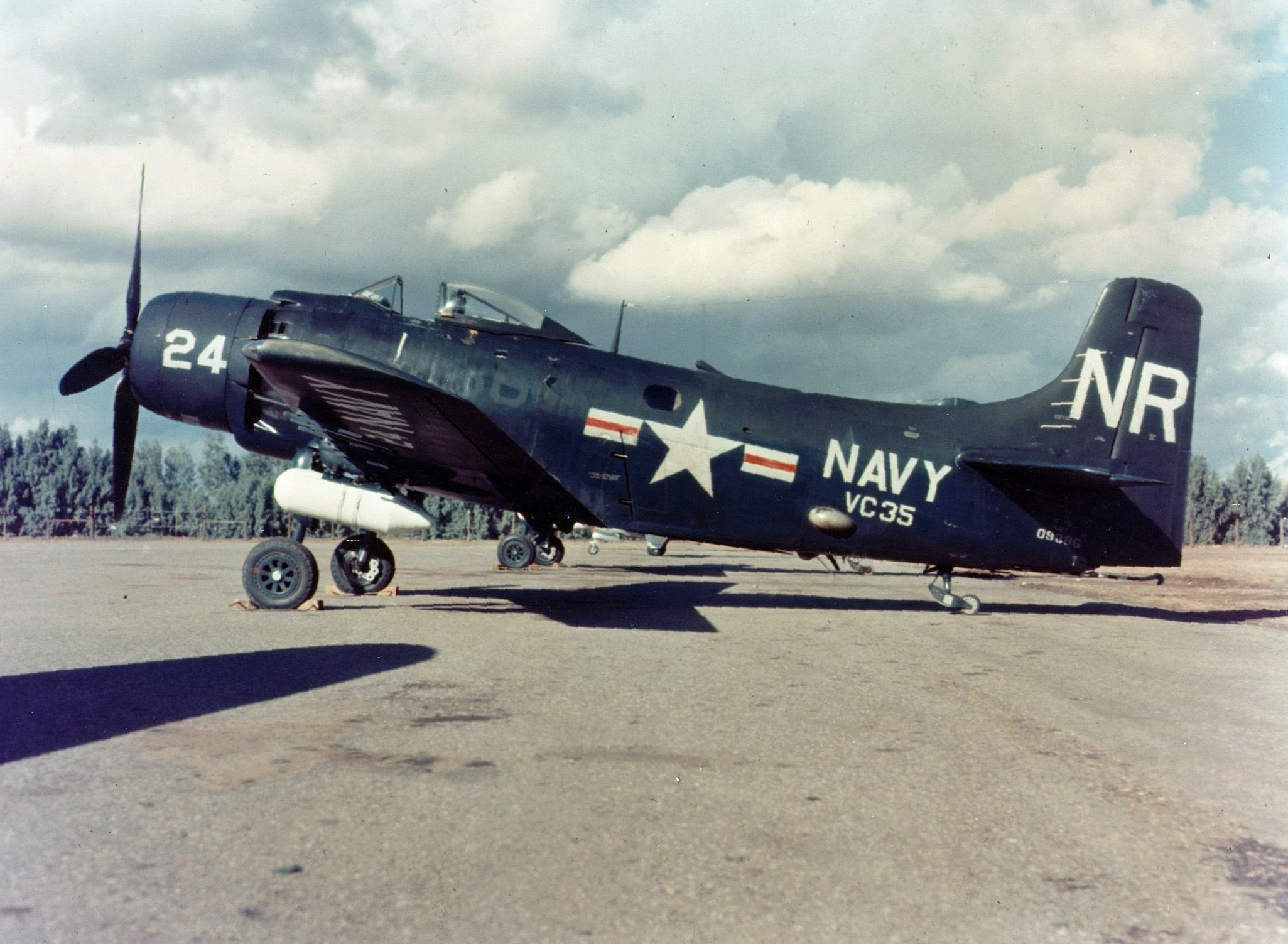
AD-1Q, ECM-Version

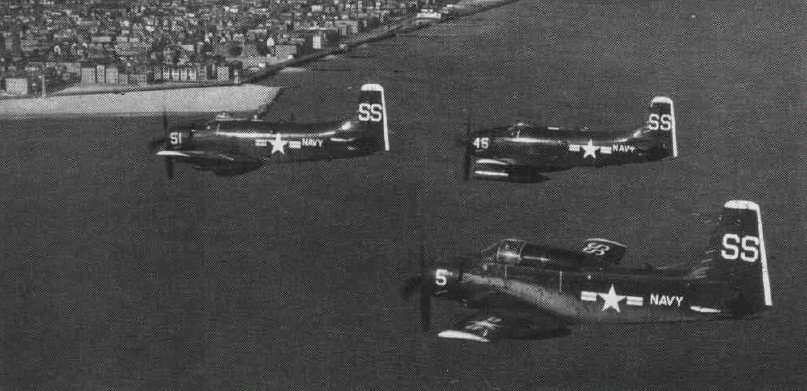
AD-3Q, AD-4N und AD-5N, 1955

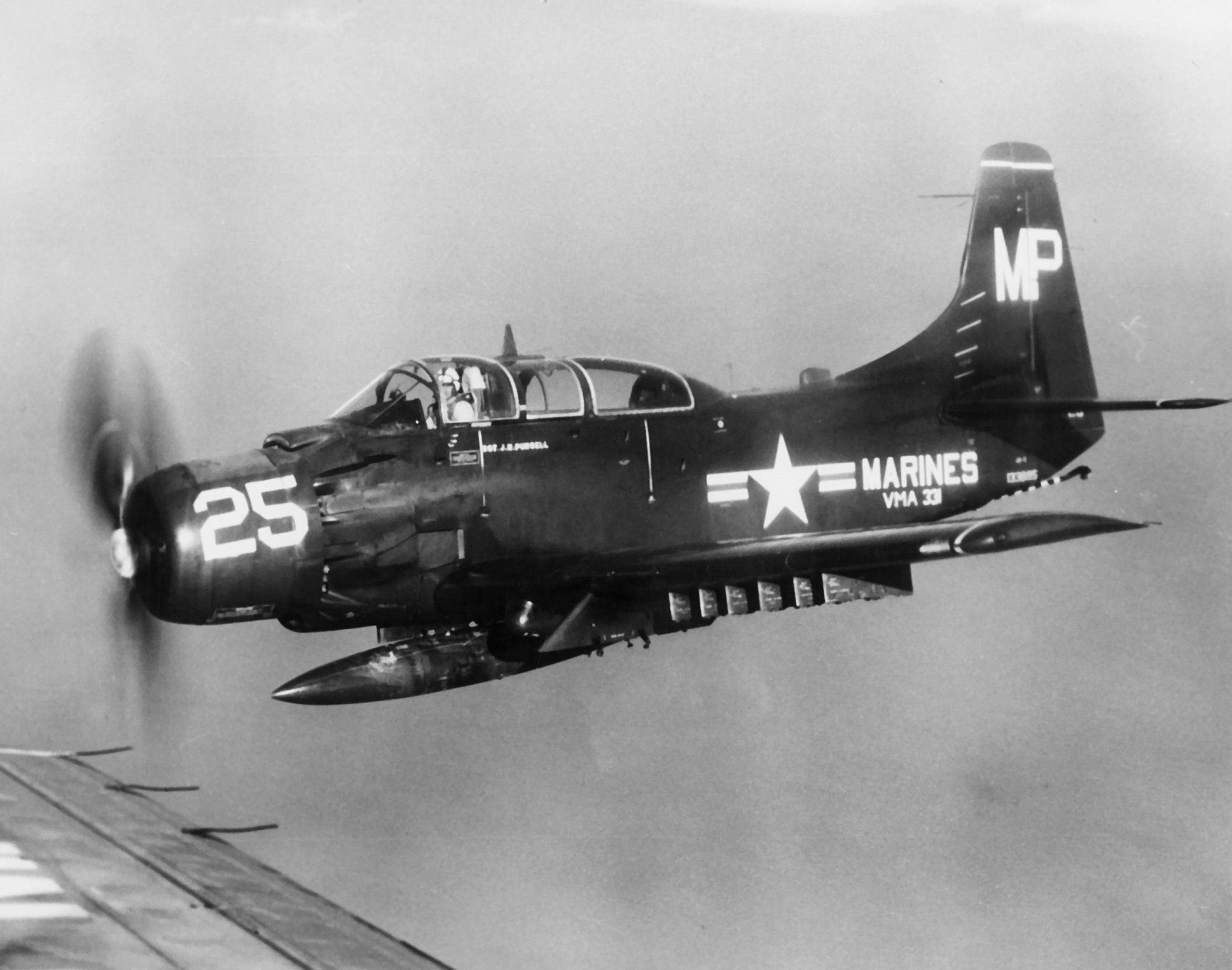
AD-5 des US Marine Corps

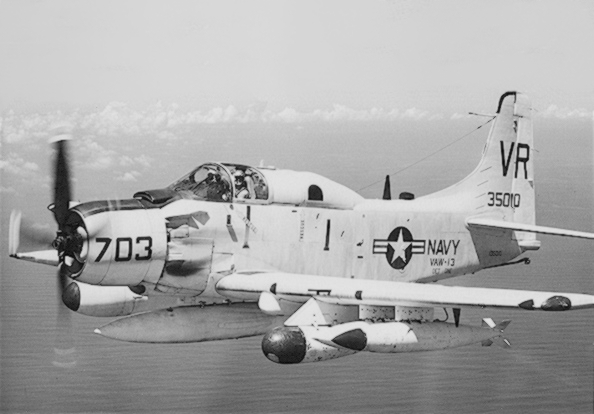
EA-1F ECM-Version der USS Enterprise, 1966

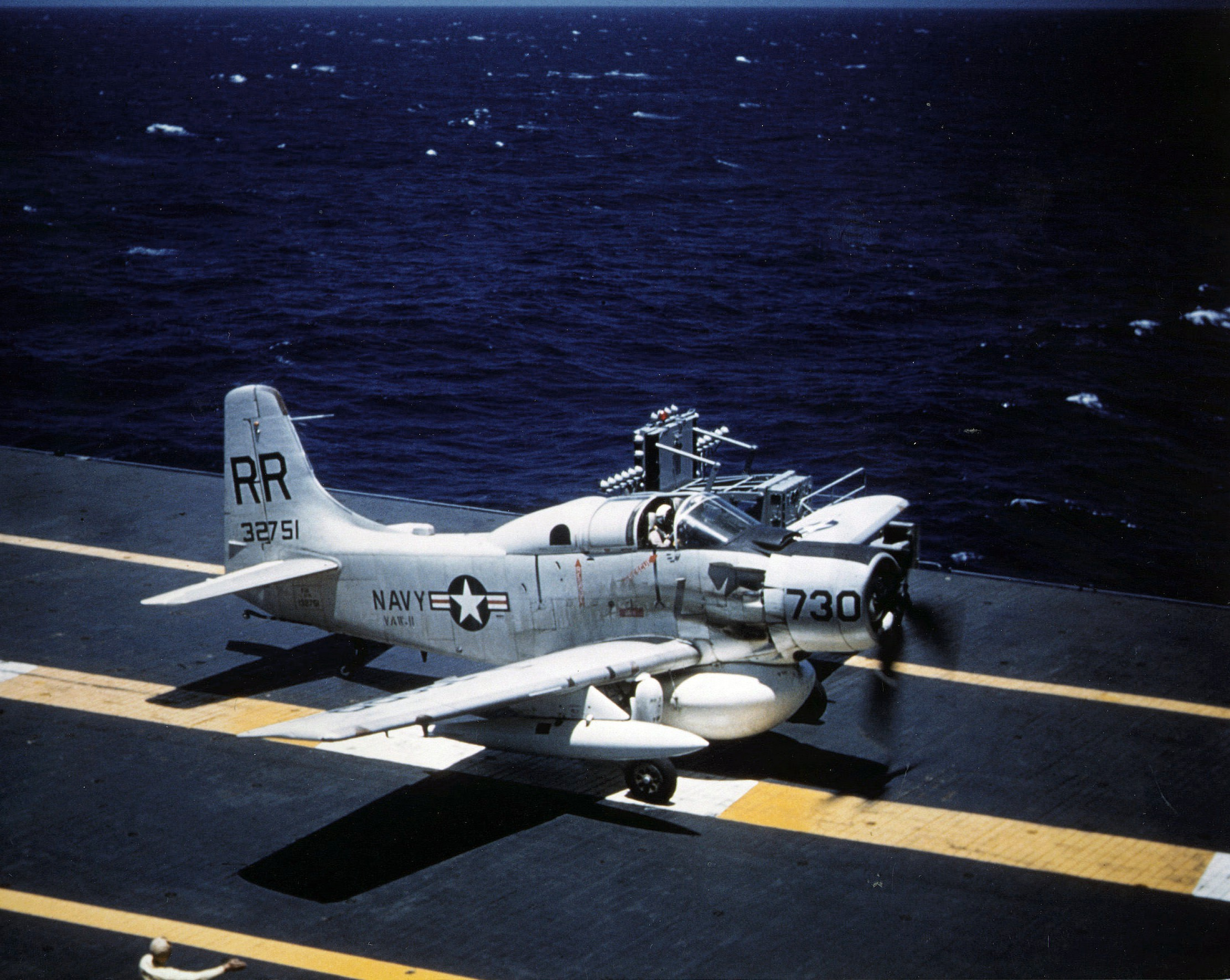
AD-5W, Frühwarnflugzeug

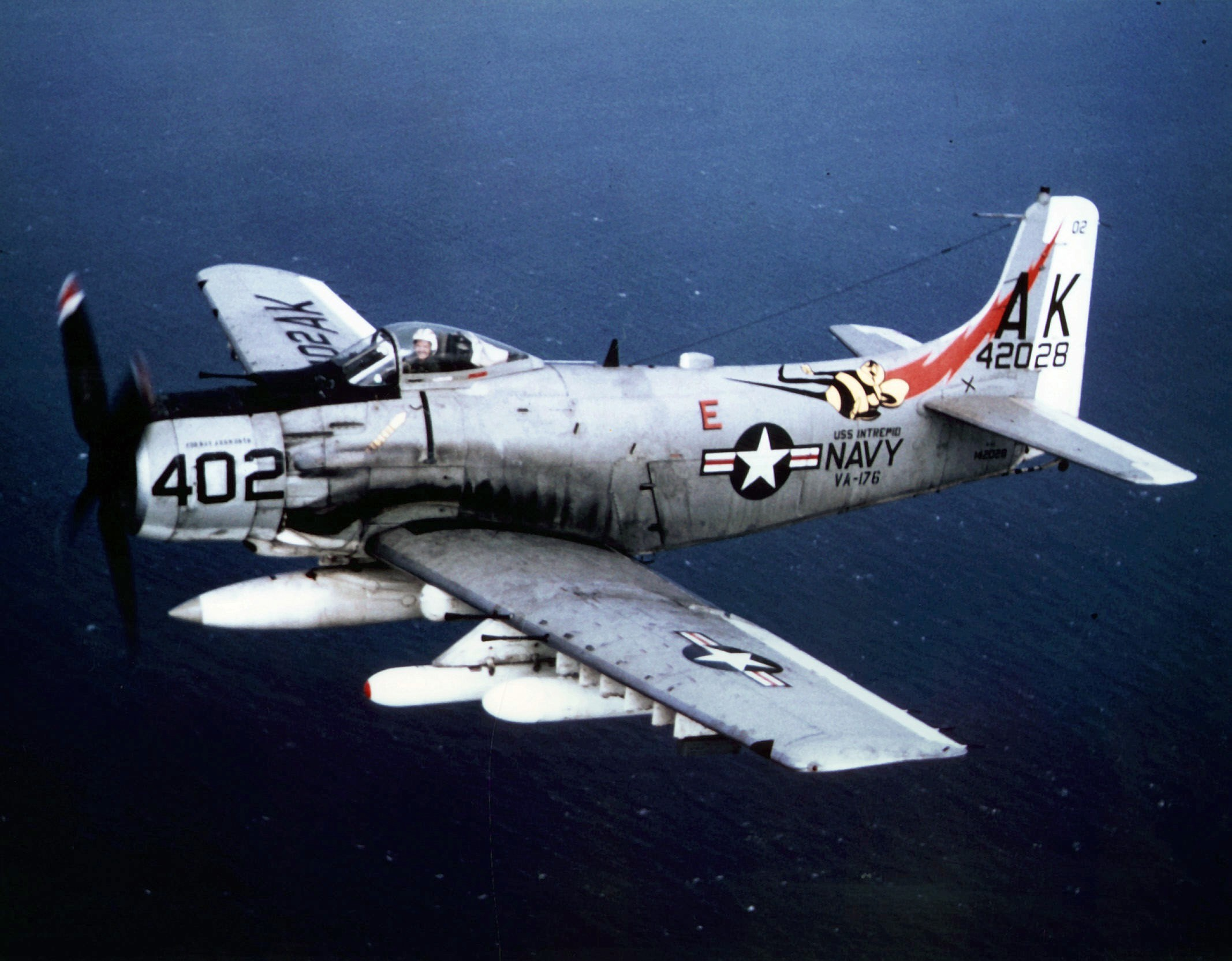
A-1J der US Navy, 1966

Insgesamt wurden 3180 Skyraider gebaut:
AD-1242 gebaut, Wright-R-3350-24W-Motor mit 2500 PS, zwei 20-mm-Kanonen
AD-1Q35 gebaut, Version zur elektronischen Kampfführung (ECM) mit AN/APS-4-Radar unter der rechten Tragfläche und zweitem Besatzungsmitglied hinter dem Cockpit als Radaroperator. Dieser betrat das Flugzeug durch eine eigene Tür auf der linken Rumpfseite.
XAD-1WUmbau einer AD-1 als Prototyp eines Frühwarnflugzeugs mit APS-20-Radar unter dem Rumpf und einem zweiten Besatzungsmitglied.
AD-2Am Tragwerk strukturell verstärkte Version, die mit Zusatztanks, einem modifizierten Cockpit und 2700 PS leistendem R-3350-26W-Motor ausgerüstet war und so eine höhere Waffenlast ermöglichte. Sie wurde ab April 1948 ausgeliefert. 156 wurden gebaut
AD-2DUmbau von zwei AD-2 zu Drohnen-Lenkflugzeugen
AD-2Q21 gebaut, ECM-Version der AD-2
AD-2QUeines gebaut, Zieldarstellungsflugzeug
AD-3124 gebaut, verstärkte Struktur, neue Kanzel, längeres Fahrwerk, verbesserter Propeller, verbesserte Kühlung für das Triebwerk
AD-3N15 zwischen 1949 und 1950 gebaut, Nachtangriffsflugzeuge
AD-3EUmbau von zwei AD-3N zur U-Boot-Jagd
AD-3SUmbau von zwei AD-3N zur U-Boot-Suche
AD-3Q23 gebaut, ECM-Version
AD-3W31 gebaut, dreisitziges und unbewaffnetes Frühwarnflugzeug mit großem AN/APS-20-Radar unter dem Rumpf
AD-4373 gebaut, mit durch einen P-1-Autopiloten verbesserter Avionik sowie verstärkter Cockpitverglasung, weiterhin wurde ein leistungsstärkerer Motor und ein modifizierter Fanghaken eingebaut. 28 zu AD-4B umgebaut
AD-4B165 gebaut, Vorrichtung zum Abwurf taktischer Atombomben, vier 20-mm-Kanonen
AD-4LUmbau von 63 AD-4 mit spezieller Winter-Ausrüstung
AD-4N307 gebaut, dreisitzige Nachtangriffsflugzeuge
AD-4NA23 gebaut sowie 77 AD-4N mit ausgebauter Nachtflug-Einrichtung; ab 1962 A-1D, jedoch waren diese schon ausgemustert
AD-4NL37 AD-4N mit Winter-Ausrüstung
AD-4Q39 gebaut, ECM-Version
AD-4W168 gebaut, Frühwarn-Flugzeug mit AN/APS-20-Radar, 50 wurden 1954 bis 1961 an Großbritannien abgegeben und dort als Skyraider AEW.1 bezeichnet
AD-5 (ab 1962 A-1E)212 gebaut, verbreiterte Version mit zwei Piloten nebeneinander, großer Kanzel für standardmäßig bis zu vier zusätzliche nach hinten gerichtete Sitze. Douglas entwickelte einen Umbausatz, durch den bis zu zwölf Personen in der hinteren Kabine für COD-Einsätze untergebracht werden konnten. Der Rumpf wurde um 58 cm verlängert, die Luftbremsen an den Rumpfseiten entfernt und eine größere Heckflosse eingebaut. Die Maschine konnte auch zum Ambulanz-Flugzeug (vier Liegen), Transporter oder Zieldarstellungsflugzeug umgerüstet werden. Der Erstflug der AD-5 erfolgte am 17. August 1951.
AD-5N (ab 1962 A-1G)239 gebaut, Nachtangriffsflugzeuge
AD-5Q (ab 1962 EA-1F)54 Umbauten aus AD-5N, ECM-Version
AD-5Sein Umbau aus AD-5N, U-Boot-Jäger
AD-5U (ab 1962 UA-1E)zu Zieldarstellungsflugzeugen umgebaute AD-5
AD-5W (ab 1962 EA-1E)218 gebaut, Frühwarnflugzeug mit drei Mann Besatzung
AD-6 (ab 1962 A-1H)713 gebaut, einsitziges Kampfflugzeug auf Basis der AD-4B mit abwerfbarer Kabinenhaube, verstärkter Panzerung im Cockpitbereich und einer Zieloptik für Präzisionsangriffe im Tiefflug.
AD-7 (ab 1962 A-1J)72 gebaut, für Einsätze in geringer Höhe strukturell verstärkte AD-6, 2088 kW leistender R-3350-26W-Motor, erste Version, die in grau/weiß ausgeliefert wurde. Die letzte Maschine verließ am 18. Februar 1957 die Fertigung.

## Produktion
Abnahme der Douglas Skyraider durch die US Navy:
| Version     | 1946 | 1947 | 1948 | 1949 | 1950 | 1951 | 1952 | 1953 | 1954 | 1955 | 1956 | 1957 | SUMME |
| ----------- | ---- | ---- | ---- | ---- | ---- | ---- | ---- | ---- | ---- | ---- | ---- | ---- | ----- |
| AD-1        | 26   | 237  | 56   |      |      |      |      |      |      |      |      |      | 319   |
| AD-2        |      |      | 155  | 1    |      |      |      |      |      |      |      |      | 156   |
| AD-2Q       |      |      | 19   | 2    |      |      |      |      |      |      |      |      | 21    |
| AD-3        |      |      |      | 108  |      |      |      |      |      |      |      |      | 108   |
| AD-3N       |      |      |      | 14   | 1    |      |      |      |      |      |      |      | 15    |
| AD-3Q       |      |      |      | 22   | 1    |      |      |      |      |      |      |      | 23    |
| AD-3W       |      |      |      | 29   | 2    |      |      |      |      |      |      |      | 31    |
| AD-4        |      |      |      | 108  | 76   | 115  | 46   |      |      |      |      |      | 345   |
| AD-4B       |      |      |      |      |      | 2    | 58   | 133  |      |      |      |      | 193   |
| AD-4N       |      |      |      |      | 29   | 35   | 241  | 13   |      |      |      |      | 318   |
| AD-4Q       |      |      |      |      | 36   | 3    |      |      |      |      |      |      | 39    |
| AD-4W       |      |      |      |      | 40   | 25   | 71   |      |      |      |      |      | 136   |
| AD-4W MDAP  |      |      |      |      |      | 4    | 9    | 8    |      |      |      |      | 21    |
| AD-5/A-1E   |      |      |      |      |      |      |      | 39   | 172  |      |      |      | 211   |
| AD-5N/A-1G  |      |      |      |      |      |      |      | 4    | 167  | 71   |      |      | 242   |
| AD-5W/EA-1E |      |      |      |      |      |      |      |      | 27   | 169  | 21   |      | 217   |
| AD-6/A-1H   |      |      |      |      |      |      |      | 115  | 248  | 206  | 144  |      | 713   |
| AD-7/A-1J   |      |      |      |      |      |      |      |      |      |      | 58   | 14   | 72    |
| SUMME       | 26   | 237  | 230  | 284  | 185  | 184  | 425  | 312  | 614  | 446  | 223  | 14   | 3180  |

Die USAF übernahm während der Jahre 1963 bis 1972 insgesamt 414 A-1: 202 zweisitzige E (plus 15 Umbauten aus EA-1E), 20 viersitzige G, 155 H und 37 J. Dazu kamen 16 EA-1E und 14 EA-1F. Davon wurden 1963: 9, 1964: 79, 1965: 64, 1966: 26, 1967: 96, 1968: 151, 1969: 9 Flugzeuge, 1970: 9 Flugzeuge und 1972: 1 Flugzeug geliefert. Die USAF verlor insgesamt 201 A-1 während des Vietnam-Krieges: 1964: 9, 1965: 30, 1966: 42, 1967: 16, 1968: 36, 1969: 29, 1970: 21, 1971: 10, 1972: 8 Flugzeuge. Die Verluste der US Navy lagen mit 65 A-1 und 5 EA-1 bedeutend niedriger: 1964: 1, 1965: 25, 1966: 27, 1967: 11, 1968: 1. Verluste EA-1: 1965: 2, 1966: 2, 1967: 1.
Die Zahl der von der südvietnamesischen Luftwaffe übernommenen Skyraider ist nur indirekt zu bestimmen: Am 30. Juni 1966 betrug der Bestand 194 A-1G, H und J (48 aus MAP- und 146 aus MASF-Programmen). Bis zu diesem Datum waren 113 A-1 verloren gegangen (85 aus MAP- und 28 aus MASF-Programmen), sodass insgesamt 307 A-1 zu diesem Zeitpunkt geliefert waren. Von diesen stammten 61 A-1H von der USAF, der Rest kam von der US Navy. Die nächsten Lieferungen erfolgten erst 1968, 1971 und 1972 mit insgesamt 43 Flugzeugen von der USAF. Somit lassen sich 350 A-1 im Dienste der VNAF nachweisen. Bis zum 30. Juni 1971 gingen davon mindestens 192 A-1 verloren. Am 30. Juni 1974 waren noch 62 A-1 im Bestand.

## Nutzer
Frankreich
 Gabun
 Kambodscha
 Südvietnam
 Schweden
 Thailand
 Tschad
 Vereinigte Staaten
 Vereinigtes Königreich

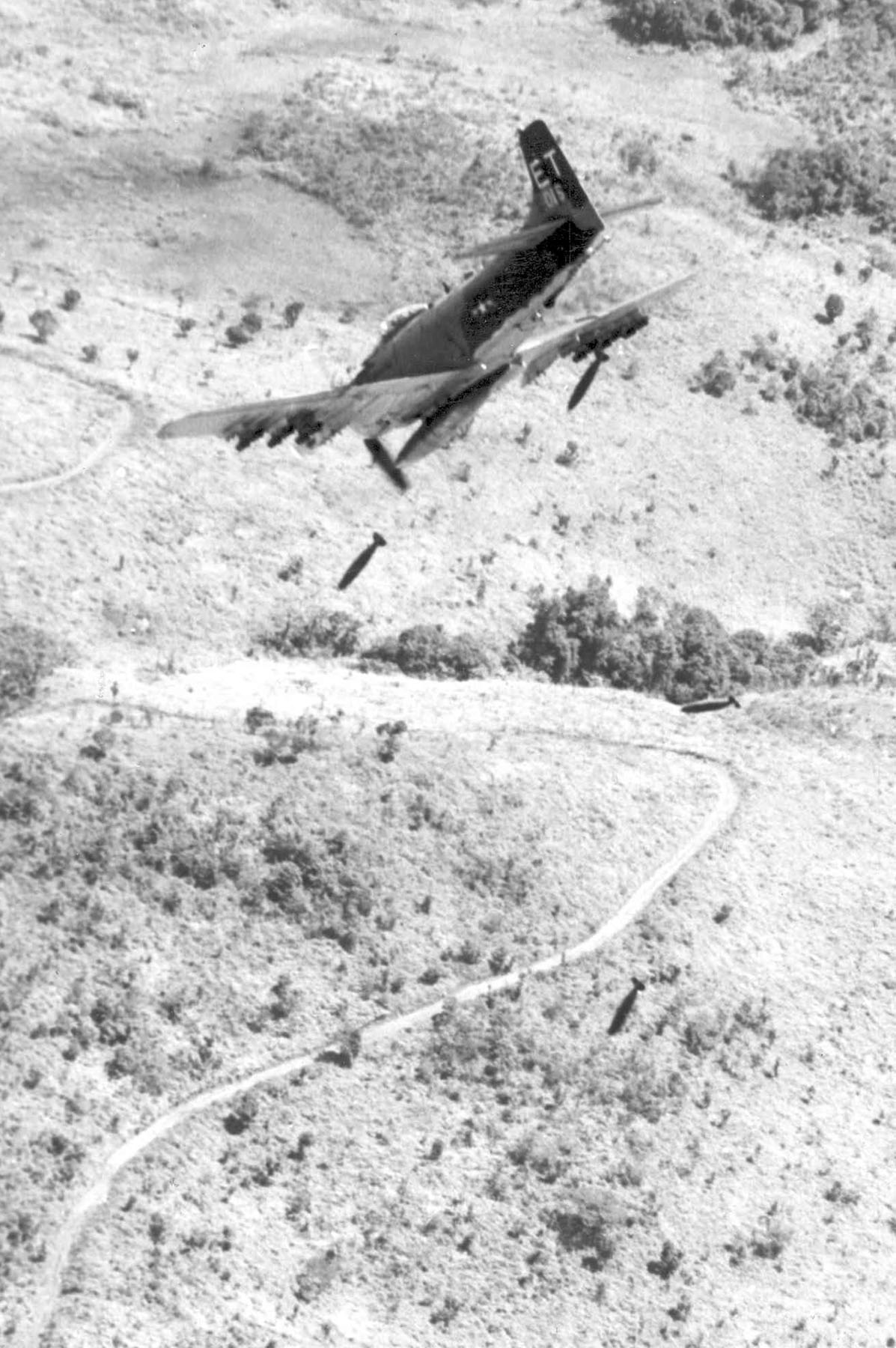
A-1 beim Bombenabwurf

- Royal Navy: 50 AD-4W (unter der Bezeichnung Skyraider AEW.1 betrieben) wurden im November 1951 an die Fleet Air Arm geliefert und dem 778 Naval Air Squadron unterstellt. Nach dessen Auflösung im Juli 1952 bildete das ehemalige 778 Naval Air Squadron die Basis für das neu reaktivierte 849 Naval Air Squadron, das fortan die Skyraider nutzen sollte. Bis November 1960 wurden die Skyraider in ihrer Rolle als Frühwarn-Flugzeug durch die Fairey Gannet AEW.3 abgelöst, danach nur noch als Trainer eingesetzt und bis 1962 vollständig ausgemustert.[7]

 Vietnam
- mehrere eroberte Maschinen nach der Niederlage Südvietnams

 Zentralafrikanische Republik

## Technische Daten
| Kenngröße             | Daten der AD-7/A-1J                                                     |
| --------------------- | ----------------------------------------------------------------------- |
| Typ                   | einsitziger Jagdbomber                                                  |
| Länge                 | 11,84 m                                                                 |
| Spannweite            | 15,47 m                                                                 |
| Flügelfläche          | 37,16 m²                                                                |
| Flügelstreckung       | 6,46                                                                    |

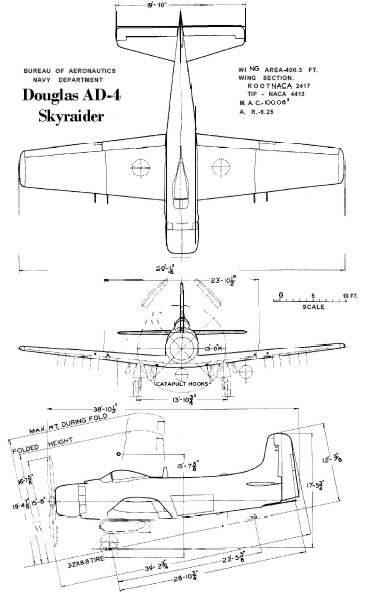
Dreiseitenriss der AD-4

| Tragflächenbelastung  | - minimal (Leermasse): 129 kg/m² - maximal (max. Startmasse): 305 kg/m² |
| Höhe                  | 4,78 m                                                                  |
| Leermasse             | 4785 kg                                                                 |
| max. Startmasse       | 11.340 kg                                                               |
| Höchstgeschwindigkeit | 515 km/h                                                                |
| Dienstgipfelhöhe      | 7740 m                                                                  |
| Einsatzreichweite     | 1448 km                                                                 |
| Antrieb               | ein Sternmotor Wright R-3350-26B mit 2800 PS (2088 kW)                  |

### Bewaffnung
- vier 20-mm AN/M3-Maschinenkanonen mit 200 Schuss Munition je Waffe in den Flügeln.
- bis zu 3629 kg Außenlasten an 15 Außenlaststationen:
  - Fliegerbomben
  - Streubomben
  - Napalmbehälter
  - Maschinenkanonen- und Maschinengewehr-Behälter
  - ungelenkte Luft-Boden-Raketen
  - EKF-Störbehälter
  - Wasserbomben
  - Seeminen
  - Torpedos